# Annebergs station
Annebergs station är en pendeltågsstation längs Västkustbanan i Anneberg, Kungsbacka kommun. Den trafikeras av pendeltåg mellan Göteborg och Kungsbacka. En station öppnades ursprungligen i Anneberg den 1 september 1888, då Göteborg–Hallands Järnväg stod klar. Den lades senare ner den 1 december 1971, men en ny station återöppnade 100 meter längre norrut den 17 augusti 1992, då pendeltåg återigen började trafikera sträckan Göteborg–Kungsbacka.